# Campionat d'Espanya de motocròs 1976
La temporada de 1976 del Campionat d'Espanya de motocròs fou la 18a edició d'aquest campionat, organitzat per la Reial Federació Motociclista Espanyola. El calendari oficial constava de 10 proves puntuables. Quatre de les proves programades es disputaren als Països Catalans: Motocròs d'Esplugues (28 de març), Motocròs de Figueres, Motocròs de Prats de Lluçanès i Motocròs de Castelló de la Plana. D'altra banda, el nou Trofeu Sènior de 500cc constava de 7 proves, tres d'elles als Països Catalans: Motocròs de Martorell, Motocròs de Girona i IX Motocròs Ciutat de Benicarló.

## Classificació final

### 250cc
| Posició | Pilot               | Motocicleta | Punts     |
| ------- | ------------------- | ----------- | --------- |
| 1       | Fernando Muñoz      | Montesa     | 162 (208) |
| 2       | Toni Elías          | Bultaco     | 147 (199) |
| 3       | Domingo Gris        | Montesa     | 111 (145) |
| 4       | Albert Ribó         | Montesa     | 108 (141) |
| 5       | Ignasi Bultó        | Bultaco     | 81        |
| 6       | Domingo Illa        | Montesa     | 81 (98)   |
| 7       | José Angel Mendívil | Bultaco     | 67 (74)   |
| 8       | Joan Cros           | Bultaco     | 52        |
| 9       | Jorge Capapey       | Bultaco     | 50        |
| 10      | Ramon Burés         | Montesa     | 43        |

#### Classificació per marques
| Posició | Marca   | Punts     |
| ------- | ------- | --------- |
| 1       | Montesa | 159 (249) |
| 2       | Bultaco | 158 (240) |
| 3       | OSSA    | 95 (119)  |

### Trofeu Sènior 500cc
| Posició | Pilot               | Motocicleta | Punts     |
| ------- | ------------------- | ----------- | --------- |
| 1       | Fernando Muñoz      | Montesa     | 117 (165) |
| 2       | Toni Elías          | Bultaco     | 111 (154) |
| 3       | Domingo Gris        | Montesa     | 87 (109)  |
| 4       | Albert Ribó         | Montesa     | 77 (81)   |
| 5       | Ignasi Bultó        | Bultaco     | 50        |
| 6       | Domingo Illa        | Montesa     | 50        |
| 7       | Jorge Capapey       | Bultaco     | 49        |
| 8       | Narcís Roca         | OSSA        | 36 (44)   |
| 9       | Juan López          | OSSA?       | 33        |
| 10      | José Angel Mendívil | Bultaco     | 31        |

## Categories inferiors

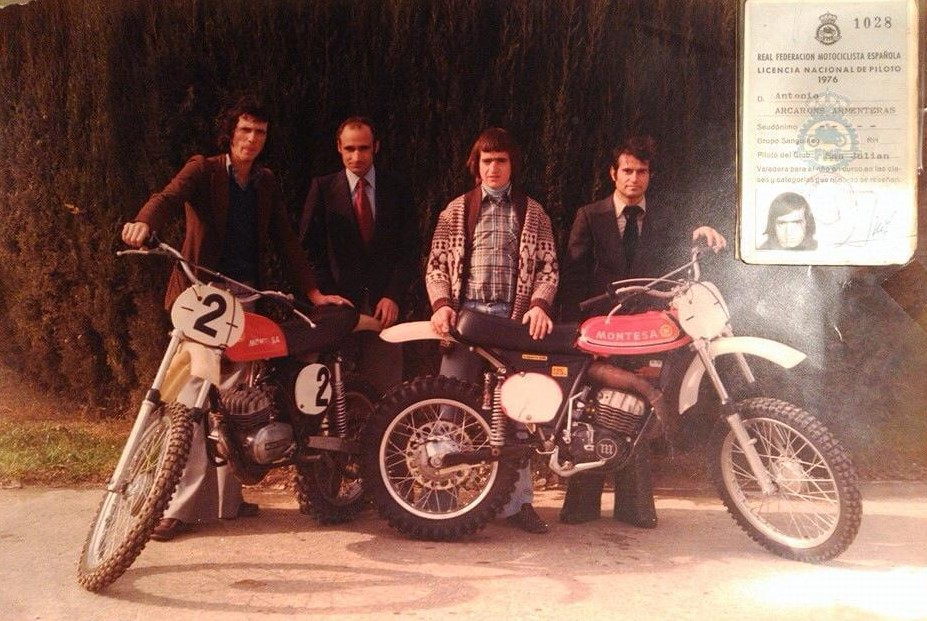
Toni Arcarons (segon per la dreta) amb les Montesa Cappra 75 i 125 campiones d'Espanya el 1976

### Trofeu Júnior 125cc
| Posició | Pilot         | Motocicleta | Punts     |
| ------- | ------------- | ----------- | --------- |
| 1       | Toni Arcarons | Montesa     | 108 (126) |
| 2       | Ramon Ramon   | Montesa     | 90 (118)  |
| 3       | Toni Saborit  | ?           | 88        |

### Trofeu Júnior 75cc
| Posició | Pilot         | Motocicleta | Punts     |
| ------- | ------------- | ----------- | --------- |
| 1       | Toni Arcarons | Montesa     | 124 (145) |
| 2       | Rafael Olmedo | Derbi       | 122       |
| 3       | Carles Sentís | ?           | 110 (134) |